# 11710 Наталіхейл
11710 Наталіхейл (11710 Nataliehale) — астероїд головного поясу, відкритий 20 квітня 1998 року.
Тіссеранів параметр щодо Юпітера — 3,497.